# Contea di Trigg
La contea di Trigg in inglese Trigg County è una contea dello Stato del Kentucky, negli Stati Uniti. La popolazione al censimento del 2000 era di 12 597 abitanti. Il capoluogo di contea è Cadiz